# Tales from the Punchbowl
Tales from the Punchbowl es el cuarto álbum de estudio de la banda de rock estadounidense Primus, publicado el 6 de junio de 1995. Fue la última producción de la banda con el baterista Tim Alexander antes de su retorno a la agrupación siete años después. El álbum fue certificado disco de oro el 20 de julio de 1995. Contiene la canción "Wynona's Big Brown Beaver", publicada como sencillo y nominada a un premio Grammy por "mejor interpretación de hard rock" en 1996.

## Lista de canciones
Todas las letras escritas por Les Claypool, toda la música compuesta por Primus. 
| N.º | Título                                  | Duración |  |
| 1.  | «Professor Nutbutter's House of Treats» | 7:12     |  |
| 2.  | «Mrs. Blaileen»                         | 3:19     |  |
| 3.  | «Wynona's Big Brown Beaver»             | 4:24     |  |
| 4.  | «Southbound Pachyderm»                  | 6:21     |  |
| 5.  | «Space Farm»                            | 1:45     |  |
| 6.  | «Year of the Parrot»                    | 5:45     |  |
| 7.  | «Hellbound 17½ (Theme From)»            | 2:59     |  |
| 8.  | «Glass Sandwich»                        | 4:05     |  |
| 9.  | «Del Davis Tree Farm»                   | 3:23     |  |
| 10. | «De Anza Jig»                           | 2:26     |  |
| 11. | «On the Tweek Again»                    | 4:41     |  |
| 12. | «Over the Electric Grapevine»           | 6:24     |  |
| 13. | «Captain Shiner»                        | 1:15     |  |

## Personal
- Les Claypool – bajo, voz
- Larry "Ler" LaLonde – guitarra
- Tim "Herb" Alexander – batería